# Асти, Анна
А́нна А́сти (также Anna Asti; наст. имя — А́нна Анато́льевна Дзю́ба (укр. Га́нна Анато́ліївна Дзю́ба); род. 24 июня 1990, Черкассы) — украинская и российская певица. Бывшая солистка группы Artik & Asti.

## Биография

### 1990—2006: детство и юность
Анна Анатольевна Дзюба родилась 24 июня 1990 года в городе Черкассы.
Окончив среднюю школу, поступила по наставлению отца на специальность «юриспруденция». Во время учёбы в вузе подрабатывала юристом и визажистом.

### 2007—2021: начало карьеры, Artik & Asti, бизнес
В 2007 году начала писать свои первые композиции после расставания с молодым человеком.
В 2010 году продюсер Артём Умрихин после ухода из группы «Караты» задумал создать новый музыкальный проект — Artik & Asti. В интернете он наткнулся на записи Анны и предложил ей сотрудничество. В музыкальной студии в Киеве они записали свою первую совместную композицию «Антистресс», которая не имела большого успеха, однако у следующей композиции «Моя последняя надежда» был стремительный рост.
В 2013 году группа выпустила дебютный альбом «#РайОдинНаДвоих», после записи которого переехала из Киева в Москву. После выхода уже второго студийного альбома «Здесь и сейчас» музыкальный коллектив обрёл большую популярность, в частности пластинка была признана российским альбомом года в 2015 году по версии аудиосервиса «Яндекс.Музыки» и заняла девятую строчку рейтинга самых скачиваемых альбомов в русскоязычном iTunes.

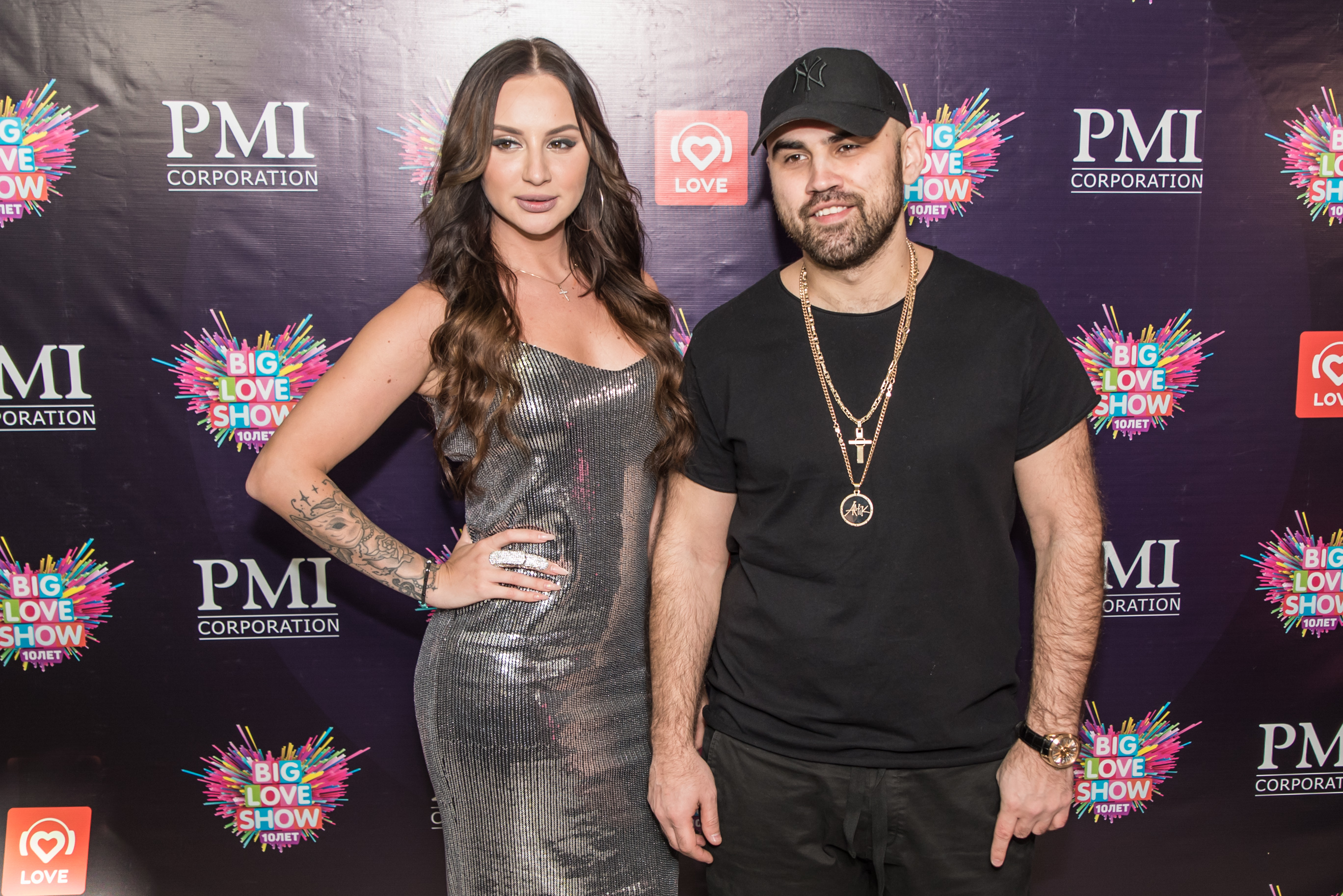
Artik & Asti на пресс-волле Big Love Show в Санкт-Петербурге, 10 февраля 2018

Но самой успешной работой для Artik & Asti стал совместный хит с Артёмом Качером «Грустный дэнс», который имел свыше двух миллионов радиоэфиров и в будущем вошёл в первую часть студийника «7».
В 2020 году после выхода второй части альбома «7» Асти открыла собственный салон красоты под названием «3.33 by ASTI».
2 ноября 2021 года Artik объявил об уходе певицы Asti из группы Artik & Asti. Группа продолжила свою деятельность уже в ином составе. С момента ухода из группы Дзюба начала собственную сольную карьеру.

### 2022—настоящее время: сольная карьера, «Феникс», «Царица»

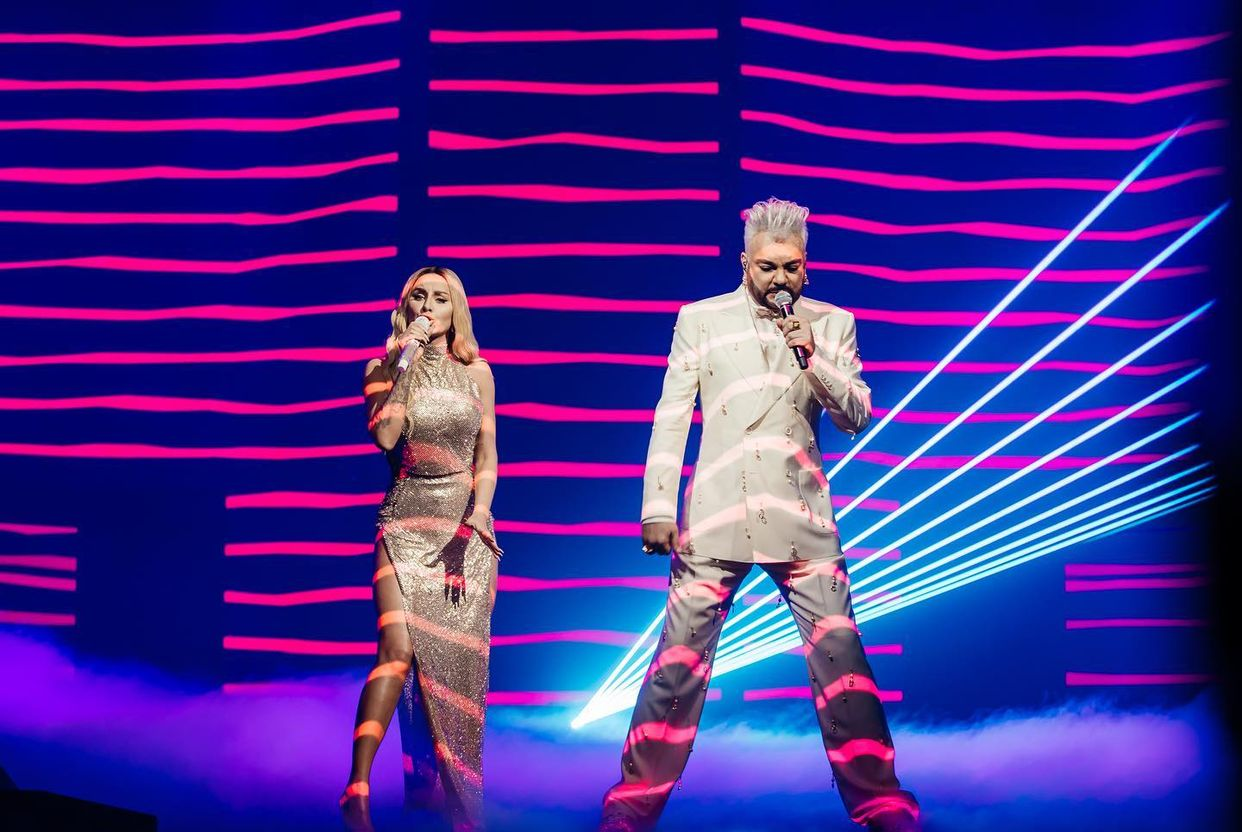
Анна Асти и Филипп Киркоров на премии «Жара Music Awards 2022»

В конце 2021 года певица представила свой сольный проект ANNA ASTI. 14 января 2022 года выпустила дебютный сингл и видеоклип «Феникс», став артисткой лейбла Universal Music Russia, однако в марте того же года исполнительница после закрытия лейбла в связи с санкциями против России стала выпускать последующие релизы на мета-лейбле, дистрибьютором которого является ZVONKO digital. Первым синглом на мета-лейбле ANNA ASTI стала совместная работа с Филиппом Киркоровым «Хобби», выпущенная 29 апреля 2022 года; на песню также было представлено муд-видео.
3 июня 2022 года артистка выпустила трек «По барам» и открыла предзаказ на альбом «Феникс». 11 июня экранизировала «По барам».
24 июня 2022 года в честь своего 32-летия на цифровых площадках был опубликован дебютный студийный альбом певицы «Феникс», в который вошло 11 композиций, три из которых («Феникс», «Хобби» и «По барам») уже были опубликованы ранее в качестве синглов.
2 июля 2022 года Анной Асти был представлен интернет-магазин с одноимённым названием «ANNA ASTI SHOP» в сотрудничестве с KING MEDIA GROUP, торгующий мерчем, связанным с творчеством Анны.
21 октября 2022 года артистка представила трек «Ночью на кухне».
В декабре 2022 года получила первую награду в сольной карьере на фестивале «Песня года».
23 декабря 2022 года Анна Асти выпустила кавер на песню Нины Бродской «Звенит январская вьюга», ставший саундтреком к фильму ТНТ «Самоирония судьбы».
28 апреля 2023 года певица представила сингл «Верю в тебя». На следующий день вышел видеоклип.
7 мая 2023 года приняла участие в специальном выпуске шоу «Маска» на НТВ в честь дня рождения Валерии, где скрывалась в образе Весны.
14 июля 2023 года певица представила трек «Царица», а 22 июля вышел видеоклип.
29 сентября 2023 года состоялся релиз второго студийного альбома «Царица», в который вошло 10 треков.
14 октября 2023 года собрала больше 11 тысяч человек на премьере своего первого шоу «Феникс» в Санкт-Петербурге. Через неделю 20, 21 и 22 октября, Анна Асти дала три больших концерта в Москве, которые посетили свыше 25 тысяч человек.
15 ноября 2023 года был выпущен видеоклип на три песни из нового альбома: «Космически», «Пообещай» и «Дурак».

## Личная жизнь

### Семья
Отец — Анатолий Дзюба, владел сетью кафе. Мать — Тамара Ивановна Дзюба, преподаватель курсов шитья в школе. Родители Анны в молодости пели в музыкальной группе, но больших успехов не добились. У певицы есть старшая сестра Тамила.
В ноябре 2020 года вышла замуж за бизнесмена Станислава Юркина.

### Общественная позиция
В марте 2022 года была раскритикована украинскими СМИ за молчаливую поддержку путинского режима.
В октябре 2023 года стало известно, что певица получила российское гражданство.

## Критика
Алексей Мажаев — рецензент интернет-издания InterMedia, в своей рецензии от 8 мая 2022 года на совместную песню Анны Асти с Филиппом Киркоровым «Хобби» отметил, что учитывая интересную задумку с песней всё равно что-то не так. Мелодию критик назвал незапоминающейся. Композиция была оценена на 6 из 10. Также Мажаев в своей рецензии на сингл «По барам» отмечал схожесть трека со стилем песен Artik & Asti. Помимо критики на синглы исполнительницы также дебютный альбом Асти «Феникс» подвергся критике со стороны Мажаева. Критикуя содержание альбома тот отметил, что у композиций «Повело» и «Сорри» неплохие перспективы, однако ему непонятна популярность дуэта с Киркоровым «Хобби». Мажаев заметил, что в альбоме есть разносторонние песни начиная от напористого хип-хопа в «Моей птичке (Intro)», заканчивая беспримесным лирическим медляком «Летаю» и автобиографичной «Анечке (Bonus track)».
Помимо отзывов критиков на сольную деятельность Анны, она также подвергалась общественным осуждениям. В том числе экс-продюсером украинской певицы Светланы Лободы Нателлой Крапивиной. Крапивина обвинила Асти в заимствовании образа Лободы, а также прошлась по внешности артистки. «На секунду подумала, что это Лобода, ан нет! Это украинская певица Анна Asti отлично вжилась в её образ. Света, тебя клонировали!», — высказалась Крапивина об Асти с премии «ЖАРА Music Awards 2022».
Помимо этого, Крапивина опубликовала кадр, на котором Анна Асти позирует с Филиппом Киркоровым, подписав снимок: «Слегка располневшая „Лобода“ на фото с таинственным незнакомцем».
В декабре 2023 была среди посетителей «голой» вечеринки Анастасии Ивлеевой, после чего ряд запланированных ранее выступлений Анны Асти были отменены со стороны организаторов.

## Дискография
Студийные альбомы
- 2022 — «Феникс»
- 2023 — «Царица»
- 2025 — «Высшие силы»

## Туры
- «Феникс» (2022—2025)
- «Царица» (2025—н.в.)

## Фильмография
- 2022 — СамоИрония судьбы — Зинаида Михайловна (Зина) Тимофеева, киноактриса, жена Шурика (в «анонсе» фильма «Азамат Васильевич отменяет депрессию»)
- 2023 — Anna Asti. Путь Феникса
- 2023 — Иван Васильевич меняет всё — кукла Барби (после «голой» вечеринки Ивлеевой была вырезана и заменена Клавой Кокой)
- 2023 — Наследство

## Награды и номинации
| Год  | Премия                         | Номинация                               | Номинант                                     | Результат | Ист.   |
| ---- | ------------------------------ | --------------------------------------- | -------------------------------------------- | --------- | ------ |
| 2022 | «Жара Music Awards 2022»       | «Выбор Cosmopolitan»                    | ANNA ASTI                                    | Номинация |        |
| 2022 | «Прорыв Года 2022»             | «Лидер хит-парадов»                     | Филипп Киркоров и ANNA ASTI                  | Победа    |        |
| 2022 | «Премия RU.TV 2022»            | «Лучший старт»                          | ANNA ASTI                                    | Номинация | [ 54 ] |
| 2022 | OK! Awards «Больше чем звёзды» | «Главный герой. Музыка»                 | ANNA ASTI                                    | Победа    |        |
| 2022 | «Песня года»                   | —                                       | «По барам»                                   | Победа    |        |
| 2022 | «Золотой граммофон»            | —                                       | «По барам»                                   | Победа    |        |
| 2022 | «Самый ОК 2022»                | «Хит года»                              | «По барам»                                   | Победа    |        |
| 2022 | «VK Музыка»                    | «Артистка года»                         | ANNA ASTI                                    | Победа    | [ 55 ] |
| 2022 | «VK Музыка»                    | «Альбом года»                           | «Феникс»                                     | Победа    | [ 55 ] |
| 2022 | «Love Radio Awards 2022»       | «Лучшая российская певица»              | ANNA ASTI                                    | Номинация |        |
| 2022 | «Love Radio Awards 2022»       | «Лучший клип»                           | «По барам»                                   | Номинация |        |
| 2022 | «Love Radio Awards 2022»       | «Дуэт года»                             | «Хобби»                                      | Номинация |        |
| 2022 | «Love Radio Awards 2022»       | «Дуэт года»                             | «Как любовь твою понять?»                    | Победа    |        |
| 2023 | «Премия Виктория — 2023»       | «Певица года»                           | ANNA ASTI                                    | Победа    |        |
| 2023 | «Премия Виктория — 2023»       | «Музыкальное видео года»                | «Хобби»                                      | Победа    |        |
| 2023 | «Премия Виктория — 2023»       | «Песня года»                            | «По барам»                                   | Номинация |        |
| 2023 | «Новое Радио Awards 2023»      | «Лучший альбом»                         | «Феникс»                                     | Победа    |        |
| 2023 | «Новое Радио Awards 2023»      | «Лучшее видео»                          | «По барам»                                   | Победа    |        |
| 2023 | «Жара Music Awards 2023»       | «Певица года»                           | ANNA ASTI                                    | Победа    | [ 56 ] |
| 2023 | «Жара Music Awards 2023»       | «Песня года»                            | «Хобби»                                      | Победа    | [ 56 ] |
| 2023 | «Жара Music Awards 2023»       | «Альбом года»                           | «Феникс»                                     | Победа    | [ 56 ] |
| 2023 | «Жара Music Awards 2023»       | «Женское видео»                         | «По барам»                                   | Победа    | [ 56 ] |
| 2023 | «Жара Music Awards 2023»       | «Артист года»                           | ANNA ASTI                                    | Победа    | [ 56 ] |
| 2023 | «Премия RU.TV 2023»            | «Прорыв года»                           | ANNA ASTI                                    | Победа    |        |
| 2023 | «Премия RU.TV 2023»            | «Лучшая песня»                          | «По барам»                                   | Победа    |        |
| 2023 | «Премия RU.TV 2023»            | «Лучший концертный тур»                 | ANNA ASTI                                    | Победа    |        |
| 2023 | «Премия RU.TV 2023»            | «Лучшая певица»                         | ANNA ASTI                                    | Победа    |        |
| 2023 | «Top Hit Music Awards 2023»    | «Лучшая исполнительница YouTube Russia» | ANNA ASTI                                    | Победа    |        |
| 2023 | «Жара Media Awards 2023»       | «Ротация года»                          | ANNA ASTI                                    | Номинация |        |
| 2023 | OK! Awards «Больше чем звёзды» | «Главный герой. Музыка»                 | ANNA ASTI                                    | Номинация |        |
| 2023 | «Золотой граммофон»            | —                                       | «Царица»                                     | Победа    |        |
| 2023 | «Песня года»                   | —                                       | «Царица»                                     | Победа    |        |
| 2023 | «Самый ОК 2023»                | «Хит года»                              | «Верю в тебя»                                | Победа    |        |
| 2023 | «Love Radio Awards 2023»       | «Российская певица года»                | ANNA ASTI                                    | Победа    |        |
| 2023 | «Love Radio Awards 2023»       | «Лучший клип года»                      | «Царица»                                     | Победа    |        |
| 2023 | «Love Radio Awards 2023»       | «Fashion icon»                          | ANNA ASTI                                    | Победа    |        |
| 2023 | «Love Radio Awards 2023»       | «Перформанс года»                       | Презентация альбома ANNA ASTI и лейбла Fenix | Победа    |        |
| 2024 | «Премия Виктория — 2024»       | «Певица года»                           | ANNA ASTI                                    | Победа    |        |
| 2024 | «Премия Виктория — 2024»       | «Композитор года»                       | «Царица»                                     | Номинация |        |
| 2024 | «Премия Виктория — 2024»       | «Песня года»                            | «Царица»                                     | Номинация |        |
| 2024 | «Жара Music Awards 2024»       | «Артист года»                           | ANNA ASTI                                    | Победа    | [ 57 ] |
| 2024 | «Премия RU.TV 2024»            | «Лучшая певица»                         | ANNA ASTI                                    | Номинация |        |
| 2024 | «Премия RU.TV 2024»            | «Лучшая песня»                          | «Царица»                                     | Номинация |        |
| 2024 | «Премия RU.TV 2024»            | «Лучший видеоклип»                      | «Царица»                                     | Номинация |        |
| 2024 | «Премия RU.TV 2024»            | «Лучшее сольное концертное шоу»         | Шоу «Феникс»                                 | Номинация |        |
| 2024 | «Премия Муз-ТВ 2024»           | «Лучшая певица»                         | ANNA ASTI                                    | Победа    |        |
| 2024 | «Премия Муз-ТВ 2024»           | «Лучшая песня»                          | «Царица»                                     | Победа    |        |
| 2024 | «Премия Муз-ТВ 2024»           | «Лучший альбом»                         | «Царица»                                     | Победа    |        |
| 2024 | «Премия Муз-ТВ 2024»           | «Лучшее концертное шоу»                 | Шоу «Феникс»                                 | Номинация |        |
| 2024 | «Премия Муз-ТВ 2024»           | «Лучшее видео»                          | «Царица»                                     | Номинация |        |
| 2024 | «Премия Муз-ТВ 2024»           | «Лучшее танцевальное видео»             | «Царица»                                     | Номинация |        |
| 2024 | «Премия Муз-ТВ 2024»           | «Лучшее лирическое видео»               | «Верю в тебя»                                | Номинация |        |
| 2024 | «Жара Media Awards 2024»       | «Хитмейкер года»                        | ANNA ASTI                                    | Победа    |        |
| 2024 | «VK Музыка»                    | «Артистка года»                         | ANNA ASTI                                    | Победа    |        |
| 2024 | «Песня года»                   | —                                       | TBA                                          | Победа    |        |